# HMS Grenville (H03)
HMS Grenville (H03) là một soái hạm khu trục thuộc lớp G được Hải quân Hoàng gia Anh Quốc chế tạo vào giữa những năm 1930. Nó trải qua một phần lớn thời gian trước chiến tranh phục vụ cùng Hạm đội Địa Trung Hải, và được điều quay trở về quần đảo Anh không lâu sau khi Chiến tranh Thế giới thứ hai nổ ra để hộ tống tàu bè và tuần tra. Grenville trúng phải một quả mìn vào tháng 1 năm 1940 bên ngoài cửa sông Thames, và bị đắm với tổn thất 77 thành viên thủy thủ đoàn.

## Thiết kế và chế tạo
Grenville có trọng lượng choán nước tiêu chuẩn 1.455 tấn Anh (1.478 t), và lên đến 2.053 tấn Anh (2.086 t) khi đầy tải. Nó có chiều dài chung 330 foot (100,6 m), mạn thuyền rộng 34 foot 6 inch (10,5 m) và độ sâu của mớn nước là 12 foot 9 inch (3,9 m). Nó được dẫn động bởi hai turbine hơi nước Parsons truyền động ra hai trục chân vịt, sản sinh tổng công suất 38.000 mã lực càng (28.000 kW), cho phép nó đạt tốc độ tối đa 36 hải lý trên giờ (67 km/h; 41 mph). Hơi nước được cung cấp bởi ba nồi hơi ống nước đốt bên Yarrow. Grenville có thể mang theo tối đa 470 tấn Anh (480 t) dầu đốt, cho phép một tầm hoạt động tối đa 5.530 hải lý (10.240 km; 6.360 mi) ở tốc độ 15 hải lý trên giờ (28 km/h; 17 mph). Thành phần thủy thủ đoàn của nó bao gồm 175 sĩ quan và thủy thủ trong thời bình,
Con tàu được trang bị năm khẩu pháo QF 4,7 inch (120 mm) Mk. XII L/45 trên các tháp pháo nòng đơn. Cho mục đích phòng không, Grenville có hai khẩu đội súng máy 0,5 in (13 mm) Mk.III bốn nòng. Nó còn có hai bệ ống phóng ngư lôi bốn nòng trên mặt nước dành cho ngư lôi 21 in (530 mm). Một đường ray thả mìn sâu và hai máy phóng được trang bị; ban đầu nó mang theo 20 quả mìn sâu, nhưng được tăng lên 35 quả không lâu sau khi chiến tranh bắt đầu.
Grenville được đặt hàng vào ngày 5 tháng 3 năm 1934 trong Chương trình Chế tạo Hải quân 1933. Nó được đặt lườn vào ngày 29 tháng 9 năm 1934 tại xưởng tàu của hãng Yarrow Shipbuilding Company ở Scotstoun, Glasgow, Scotland; được hạ thủy vào ngày 15 tháng 8 năm 1935 và hoàn tất vào ngày 1 tháng 7 năm 1936 với chi phí 275.412 Bảng Anh, không tính đến các thiết bị do Bộ Hải quân Anh cung cấp như vũ khí, đạn dược và thiết bị thông tin liên lạc.

## Lịch sử hoạt động
Ngoài một giai đoạn ngắn được phân về Chi hạm đội Khu trục 20 sau khi nhập biên chế, Grenville trải qua hầu hết thời gian trước chiến tranh phục vụ như là soái hạm của Chi hạm đội Khu trục 1 trực thuộc Hạm đội Địa Trung Hải. Nó trải qua mười tháng được bố trí ngoài khơi bờ biển Tây Ban Nha trong giai đoạn Nội chiến ở nước này để thi hành chính sách cấm vận vũ khí mà Anh và Pháp áp đặt cho các bên xung đột, trước khi quay về Portsmouth cho một đợt tái trang bị ngắn từ ngày 24 tháng 5 đến ngày 9 tháng 6 năm 1937. Nó quay trở lại khu vực Địa Trung Hải cho đến khi được tái trang bị rộng rãi hơn tại Portsmouth từ ngày 7 tháng 6 đến ngày 25 tháng 7 năm 1938.
Khi Chiến tranh Thế giới thứ hai nổ ra vào tháng 9 năm 1939, Grenville đang được bố trí tại Địa Trung Hải. Vào ngày 22 tháng 10, Grenville cùng các tàu chị em HMS Griffin, HMS Grenade và HMS Gipsy được điều về Bộ chỉ huy Tiếp cận phía Tây và về đến Plymouth vào ngày 2 tháng 11. Grenville mắc tai nạn va chạm với Grenade trong đêm 7-8 tháng 11, khiến phòng nồi hơi số 3 của nó bị ngập nước. Việc sửa chữa được tiến hành tại Xưởng tàu Devonport, kéo dài cho đến ngày 1 tháng 12. Trong khi sửa chữa, chi hạm đội của nó được chuyển sang Bộ chỉ huy Nore đặt căn cứ tại Harwich cho nhiệm vụ tuần tra và hộ tống tại chỗ. Grenville gia nhập lại đơn vị vào ngày 3 tháng 12, và đã tham gia nhiều nỗ lực chặn bắt tàu bè đối phương đi lại ngoài khơi bờ biển Bắc Hải của Hà Lan và Đức. Đang khi quay về sau một nhiệm vụ như thế vào ngày 19 tháng 1 năm 1940, Grenville trúng phải một quả mìn cách 23 dặm (37 km) về phía Đông hải đăng Kentish Knock. Bảy mươi bảy thành viên thủy thủ đoàn đã thiệt mạng khi con tàu chìm ở tọa độ 51°39′B 02°17′Đ / 51,65°B 2,283°Đ.